# تریتوآر دو بلفور
شهرستان تریتوآر دو بلفور (به فرانسوی: Territoire de Belfort) در ناحیه فرانش-کنته در کشور فرانسه واقع شده‌است.

## نگارخانه

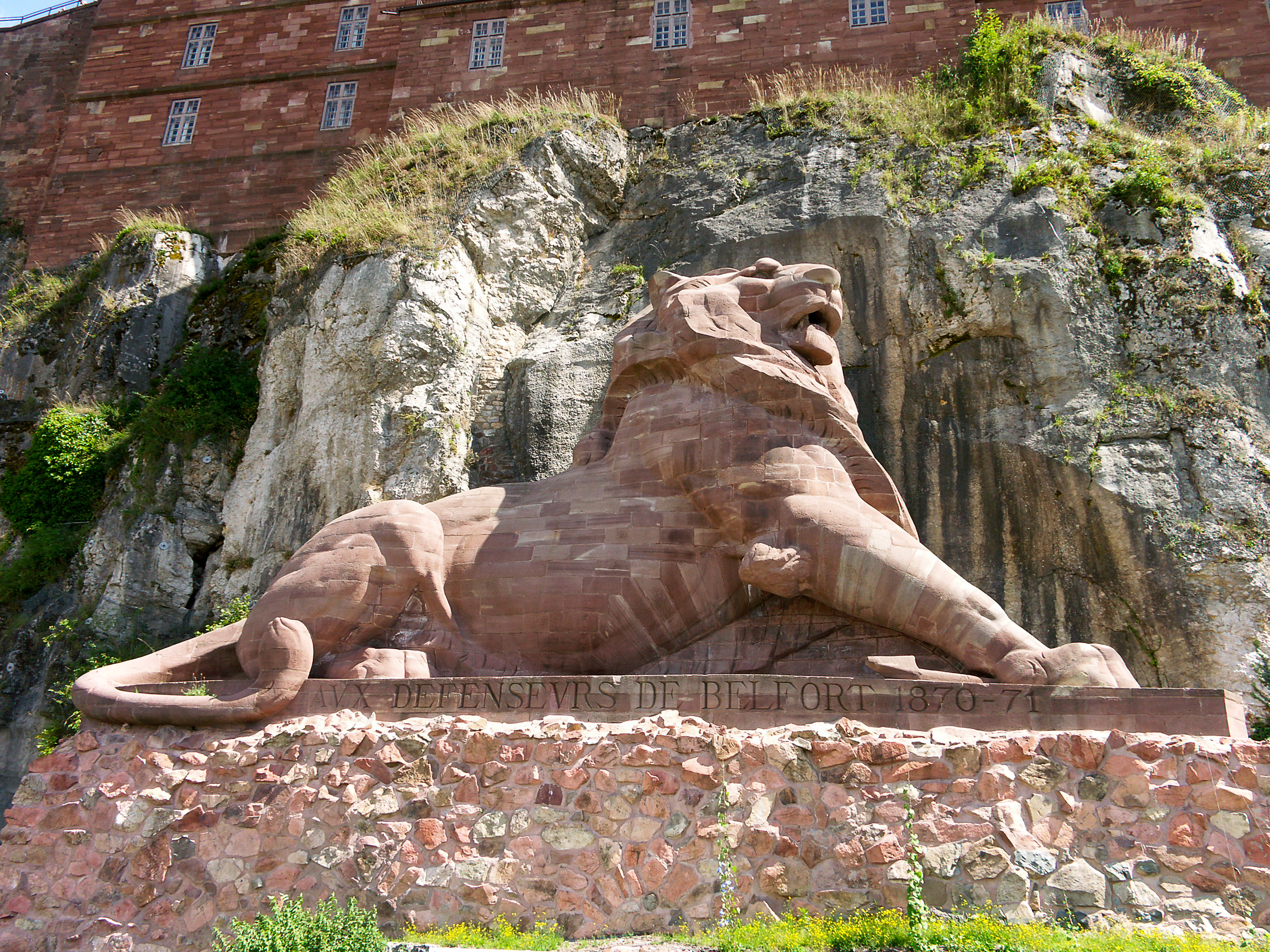
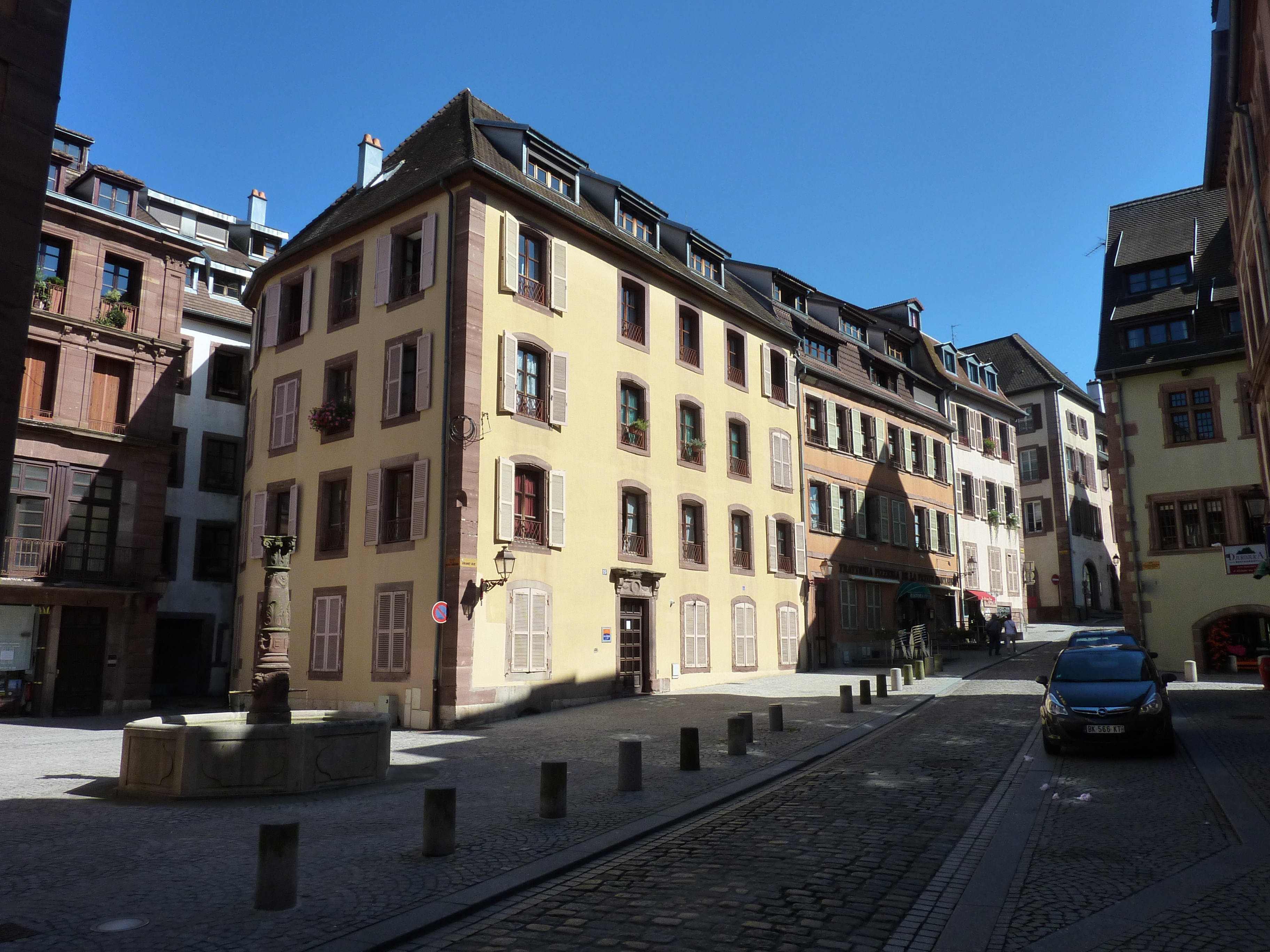
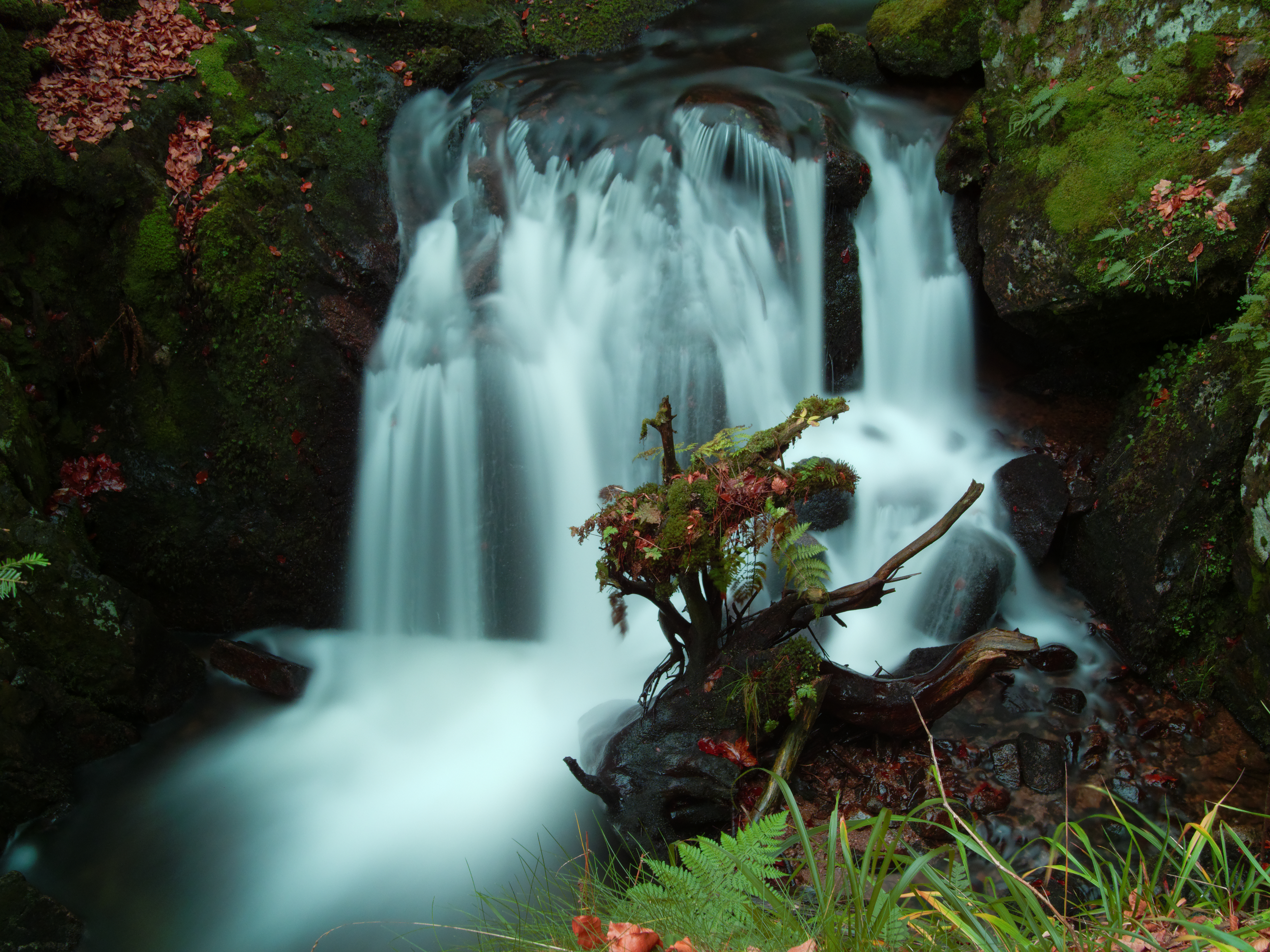
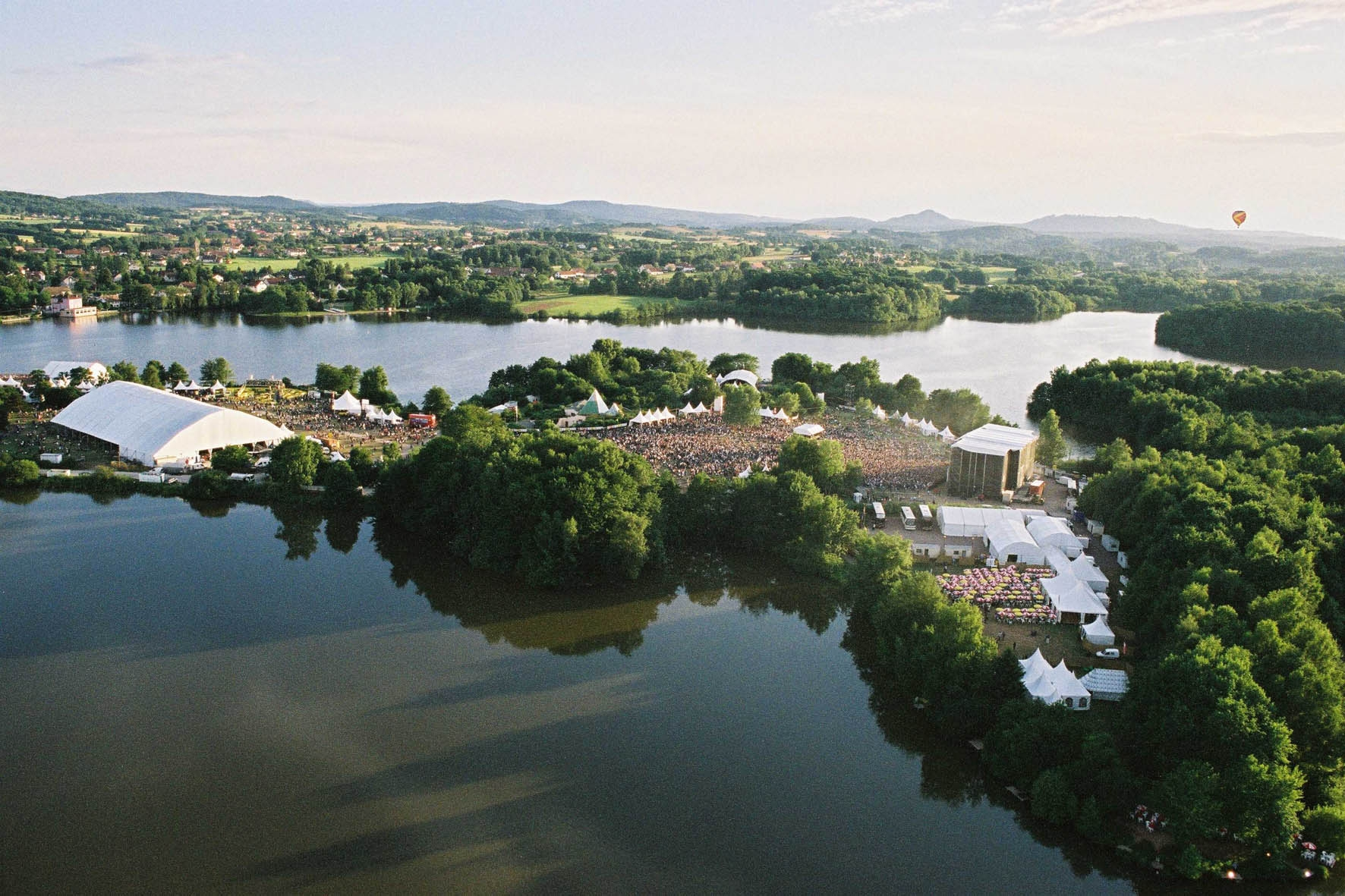